# Murray Springs Clovis-site
De Murray Springs Clovis-site is een archeologische site van een kamp van jagers van de Cloviscultuur van ca. 9000 v.Chr, in Zuid Arizona bij de San Pedro River. Het ligt 14 mijl ten zuidwesten van de stad Tombstone. De site is uniek wegens de enorme hoeveelheid megafauna die er is verwerkt en de uitgebreide werkplaats voor het maken van stenen werktuigen.
Archeologen hebben vijf begraafplaatsen van geslachte dieren vastgesteld. De site bevindt zich in de San Pedro National Conservation Area en wordt beheerd door het Department of Interior, Bureau of Land Management.

## Geschiedenis
In 1966 ontdekten de archeologen C. Vance Haynes en Peter Mehringer van de University of Arizona de site terwijl ze het gebied uitbreidden, dat ze in kaart brachten van de Lehrner Mammoth Kill Site. De archeologen vonden die dag twee concentraties van mammoetbeenderen. Ze waren er op basis van die beenderen van overtuigd dat het een Clovis-site betrof, mede omdat Murray Springs dezelfde geologische kenmerken had als de Lehrner-site. 
Opgravingen van 1967-1971 werden mogelijk gemaakt door fondsen van de National Science Foundation en de National Geographic Society. Er werden haarden, een benen werktuig, punten van projectielen, stenen werktuigen en steenafslagen gevonden.
De vijf begraafplaatsen van geslachte dieren en bewerkingslokaties bevatten beenderen van mammoeten, bizons, paarden, kamelen, hondachtigen en knaagdieren. Een werker vond een enkele potscherf van 1300-1450 n.Chr. aan het oppervlak. De bron moet dan ook over een lange periode gebruikt zijn.
De San Pedro-riviervallei is rijk aan gevonden Cloviscultuur-sites. Binnen een straal van 80 km zijn bijna een dozijn Clovis-sites, waaronder de Lehrner Mammoth Kill Site, de Naco Mammoth Kill Site, Escapule Clovis-site en de Leikem-site. 
In 2012 heeft het U.S. Government de site tot National Historic Landmark verklaard.